# Max Neukirchner

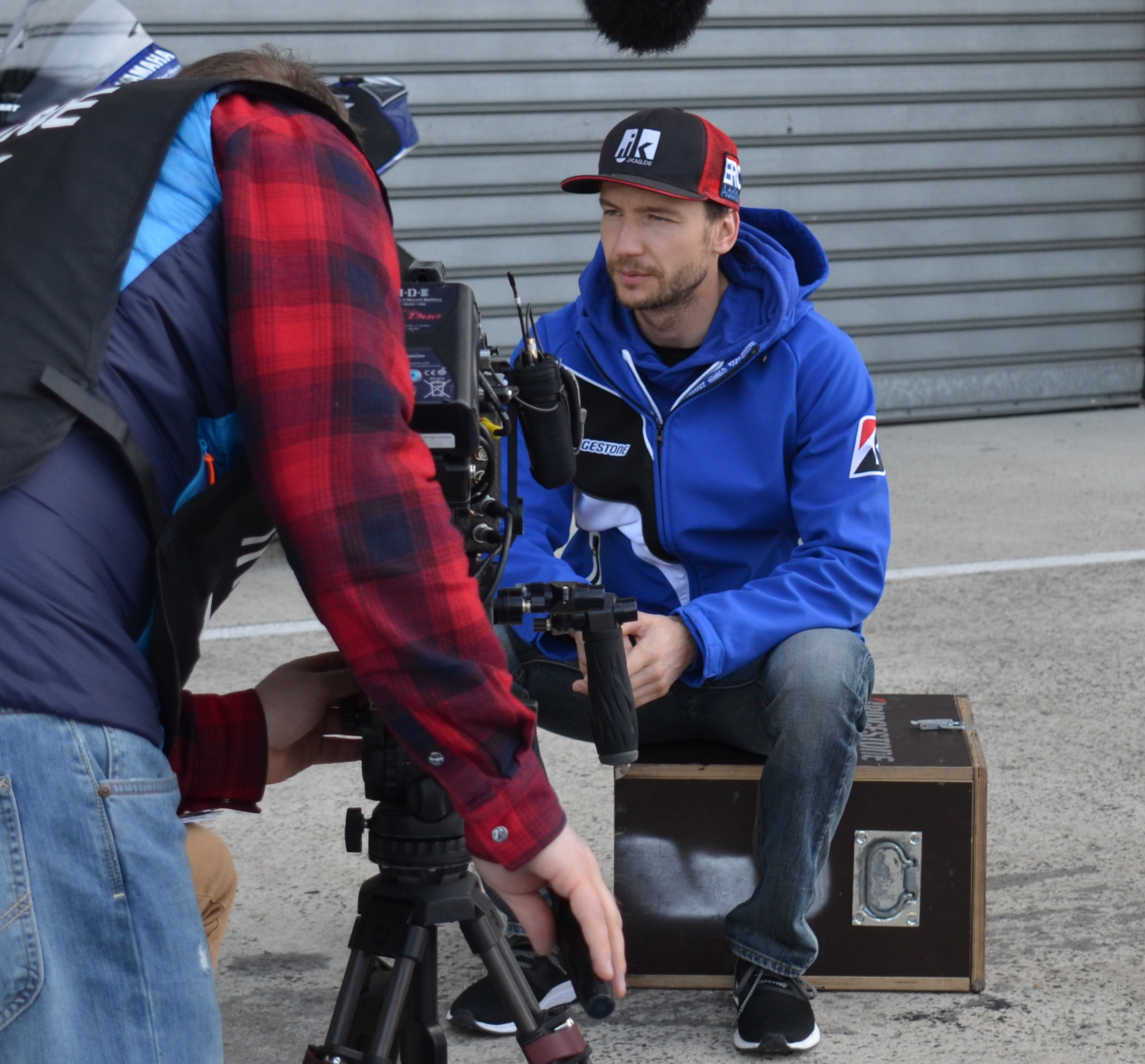
Max Neukirchner in 2017.

Max Neukirchner (Stollberg/Erzgeb., 20 april 1983) is een Duits motorcoureur.

## Carrière
Neukirchner debuteerde in 2000 in de 250 cc-klasse van het Europees kampioenschap wegrace en eindigde hierin op plaats 25, terwijl hij in 2001 op plaats 27 eindigde. Dat jaar debuteerde hij tevens in de 250 cc-klasse van het wereldkampioenschap wegrace in zijn thuisrace op een Honda als wildcardcoureur en werd hierin achttiende. In 2002 reed hij in zowel het Duitse als het Europese 250 cc-kampioenschap, waarin hij respectievelijk als tweede en elfde eindigde. Ook keerde hij dat jaar terug in het WK 250 cc in Duitsland op een Honda, waarin hij ditmaal negentiende werd. In 2003 lag zijn focus weer op het EK 250 cc, waarin hij vier podiumplaatsen behaalde en derde werd in het klassement. Ook reed hij dat jaar wederom in de Grand Prix van Duitsland in de 250 cc-klasse en scoorde een WK-punt met een vijftiende plaats.
In 2004 maakte Neukirchner de overstap naar het wereldkampioenschap Supersport, waarin hij op een Honda reed. Hij kende een redelijk seizoen, met een vijfde plaats op Oschersleben als beste resultaat. Met 63 punten werd hij negende in de rangschikking. In 2005 bleef hij actief op een Honda, maar stapte hij over naar het wereldkampioenschap superbike. Al tijdens het tweede weekend op Phillip Island behaalde hij zijn eerste en enige podiumfinish van het seizoen. In het daaropvolgende weekend op Valencia brak hij zijn hand en moest hij een aantal races missen. Uiteindelijk werd hij met 123 punten twaalfde in het klassement.
In 2006 zou Neukirchner op een Honda blijven rijden, maar werd hij kort voor de start van het seizoen vervangen door Alex Barros. Hierop stapte hij over naar een Ducati, maar hij was niet competitief op deze motor met een tiende plaats in de seizoensopener op Losail als beste resultaat. Na vijf weekenden werd zijn contract ontbonden en werd hij vervangen door Kurtis Roberts. Vervolgens stapte hij over naar een Suzuki, waar hij tijdens de laatste vier raceweekenden optrad als vervanger van Fabien Foret. Hier kende hij betere resultaten, met een zesde plaats op Assen als hoogtepunt. Met 28 punten werd hij uiteindelijk achttiende in de eindstand.

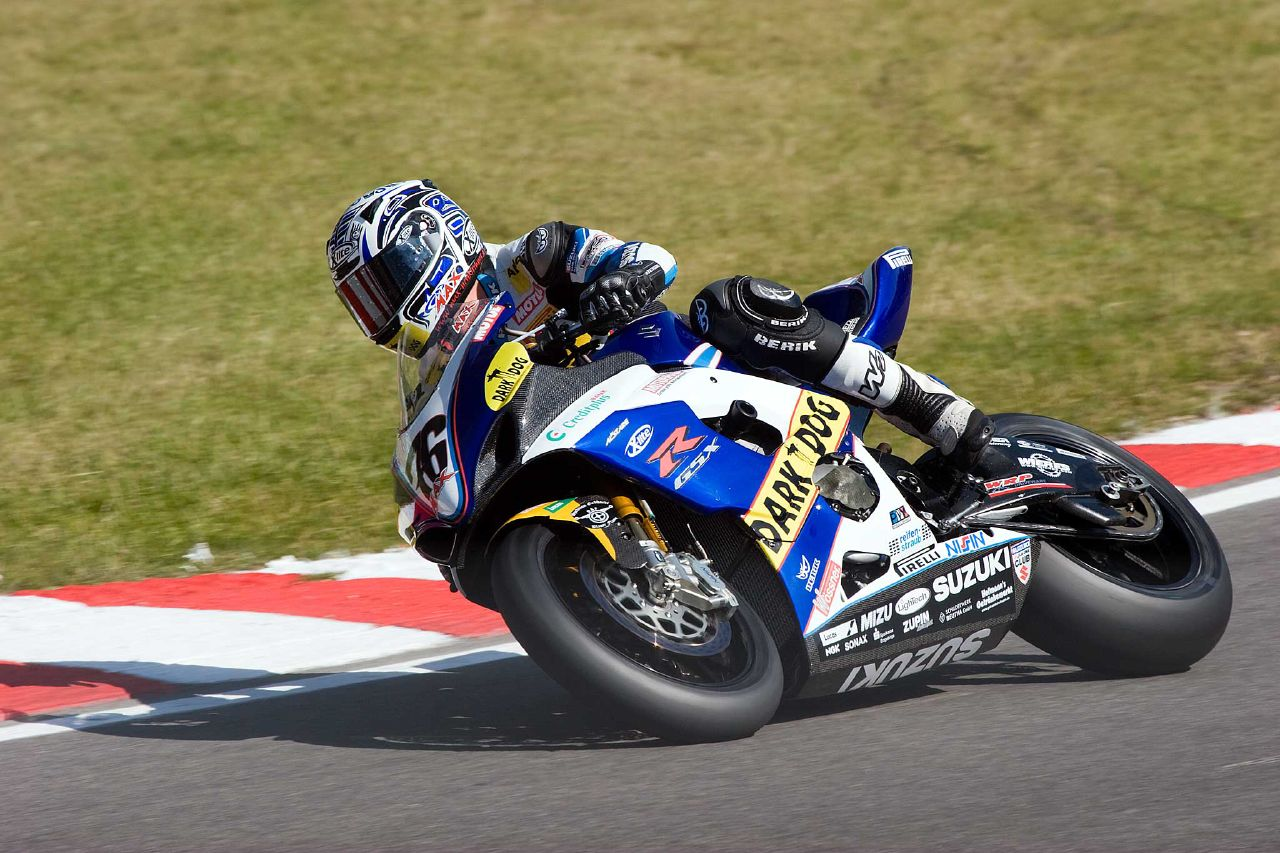
Max Neukirchner op Brands Hatch in 2007.

In 2007 reed Neukrichner in het WK superbike een volledig seizoen bij Suzuki. Een vierde plaats in het laatste weekend op Magny-Cours was zijn beste resultaat en hij werd met 149 punten negende in het kampioenschap. Dat jaar werd hij ook negende in het Duits kampioenschap superbike. In 2008 behaalde hij zijn eerste pole position op Valencia. Hij lag tot de laatste bocht aan de leiding, totdat hij geraakt werd door Carlos Checa en hierbij ten val kwam. Hij brak zijn sleutelbeen en moest de tweede race op het circuit missen. In de daaropvolgende race op Assen behaalde hij zijn tweede podiumplaats, voordat hij op Monza de eerste Duitser was die een race wist te winnen in het WK superbike. Ook op Misano wist hij te winnen. Met 311 punten werd hij uiteindelijk vijfde in de eindstand.
In 2009 behaalde Neukirchner twee podiumplaatsen op Phillip Island en Valencia. In de eerste race op Monza brak hij zijn dijbeen bij een ongeluk in de eerste bocht, waardoor hij de rest van het seizoen moest missen. Hij eindigde het jaar uiteindelijk op de zestiende plaats met 75 punten. In 2010 werd zijn contract met Suzuki ontbonden, omdat hij volgens het team nog niet fit genoeg was. Hierop stapte hij over naar het Nederlandse team Ten Kate Racing, waarin hij op een Honda reed. Hij kende een zwaar seizoen, waarin een negende plaats op Assen zijn beste resultaat was. Met 54 punten werd hij achttiende in het klassement. Ook reed hij dat jaar in een weekend van het Duits kampioenschap superbike op het TT-Circuit Assen, waarin hij een overwinning en een derde plaats behaalde.

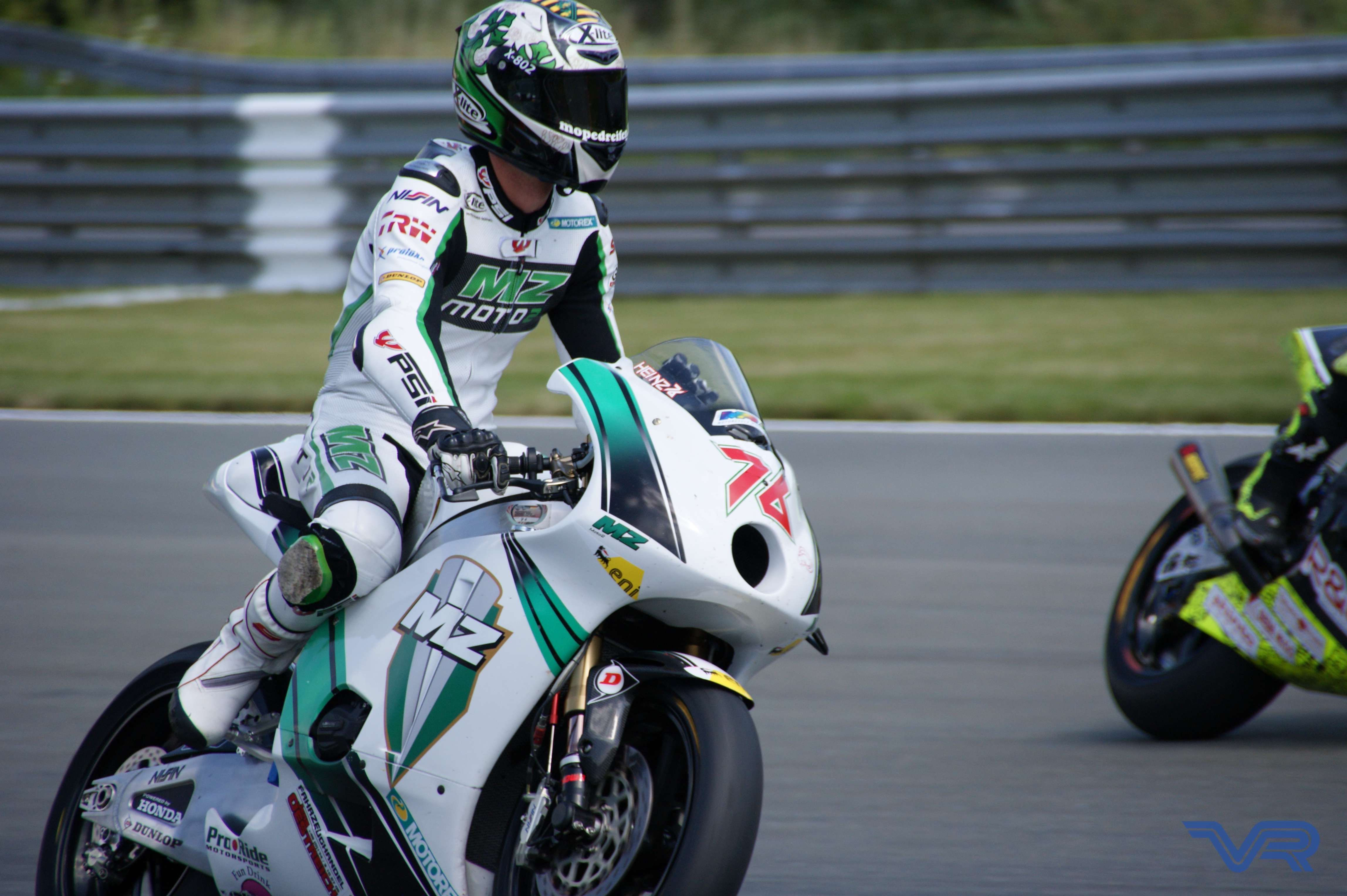
Max Neukirchner op de Sachsenring in 2011.

In 2011 keerde Neukirchner terug naar het WK wegrace, waarin hij in de Moto2-klasse uitkwam op een MZ-RE-Honda. Hij behaalde zijn beste resultaat met een achtste plaats in Italië, maar hij moest de race in Portugal missen nadat hij zijn pink blesseerde tijdens een crash in de vrije training. Met 42 punten werd hij twintigste in het kampioenschap. In 2012 maakte hij binnen de Moto2 de overstap naar een Kalex, maar kwam enkel tot scoren met een zevende plaats in Frankrijk. Hij moest de races in Tsjechië en San Marino missen na een breuk in zijn rechterhand, die hij opliep bij een crash in de vrije trainingen in Tsjechië. Hierna werd hij echter permanent vervangen door Mike Di Meglio. Met 9 punten eindigde hij op plaats 26 in het klassement.
In 2013 keerde Neukirchner terug in het WK superbike, waarin hij op een Ducati uitkwam. Hij behaalde zijn beste resultaat met een zevende plaats in Moskou, maar moest drie raceweekenden missen als gevolg van een ongeluk in het weekend in Istanboel. Met 91 punten werd hij veertiende in het kampioenschap. In 2014 reed hij een volledig seizoen in het Duits kampioenschap superbike op een Ducati. Hij won vier races: twee op de Schleizer Dreieck en een op zowel het Circuit Zolder en de Nürburgring. Met 281 punten werd hij achter Javier Forés tweede in het eindklassement. Ook keerde hij dat jaar terug in het WK superbike tijdens het weekend op Magny-Cours als wildcardcoureur op een Ducati en eindigde de races als negende en zesde.
In 2015 reed Neukirchner wederom in het Duits kampioenschap superbike, maar ditmaal op een Yamaha. Hij behaalde een overwinning op de Lausitzring en stond in zes andere races op het podium. Met 133 punten werd hij zesde in de eindstand. In 2016 reed hij in slechts vier van de acht raceweekenden van de klasse, wederom op een Yamaha. Hij won de seizoensopener op de Lausitzring en behaalde twee andere podiumplaatsen. Met 102 punten werd hij zevende in het klassement. Naast het Duits kampioenschap superbike komt Neukirchner sinds 2015 ook uit in het FIM Endurance World Championship op een Yamaha.